# وليام بيلي (ممثل)
وليام بيلي (بالإنجليزية: William Bailey)‏ مواليد 26 سبتمبر 1886 في أوماها - الوفاة 08 نوفمبر 1962 في هوليوود، كاليفورنيا، الولايات المتحدة، هو ممثل أمريكي بدأ مسيرته الفنية سنة 1911. ظهر في قرابة 300 فلما. من أعماله ميلودراما مانهاتن. امتدت مسيرته الفنية لأكثر من 48 عاما.

## روابط خارجية
- ويليام بيلي على موقع IMDb (الإنجليزية)
- ويليام بيلي على موقع ألو سيني (الفرنسية)
- ويليام بيلي على موقع ألو سيني (الفرنسية)
- ويليام بيلي على موقع أول موفي (الإنجليزية)
- ويليام بيلي على موقع قاعدة بيانات برودواي على الإنترنت (الإنجليزية)
- ويليام بيلي على موقع قاعدة بيانات برودواي على الإنترنت (الإنجليزية)
- ويليام بيلي على موقع قاعدة بيانات الأفلام السويدية (السويدية)
- ويليام بيلي على موقع قاعدة بيانات الفيلم (الإنجليزية)
- ويليام بيلي على موقع كينوبويسك (الروسية)